# TVR Grantura
El TVR Grantura es un automóvil deportivo del fabricante inglés TVR entre los años 1958 y 1960, del cual se fabricaron aproximadamente 100 unidades. Es un cupé fabricado y ensamblado a mano en Blackpool, Inglaterra, con varias especificaciones técnicas. Todos presentaban una mezcla de los frenos de Austin Healey, suspensión de Volkswagen Escarabajo y ejes traseros proporcionados por British Motor Corporation.
La carrocería del Grantura estaba hecha de plástico reforzado y hacía uso de una gran variedad de componentes de otros coches, como el parabrisas del Ford Consul. Los compradores podían elegir de una amplia variedad de motores de Ford, una unidad de Coventry Climax o incluso el motor de MGA serie B.